# 鉄の処女
鉄の処女（てつのしょじょ）は、中世ヨーロッパで刑罰や拷問に用いられたとされる、女性の形をしていて中に人間を入れることのできる空洞がある像。「空想上の拷問具の再現」とする説も強い。

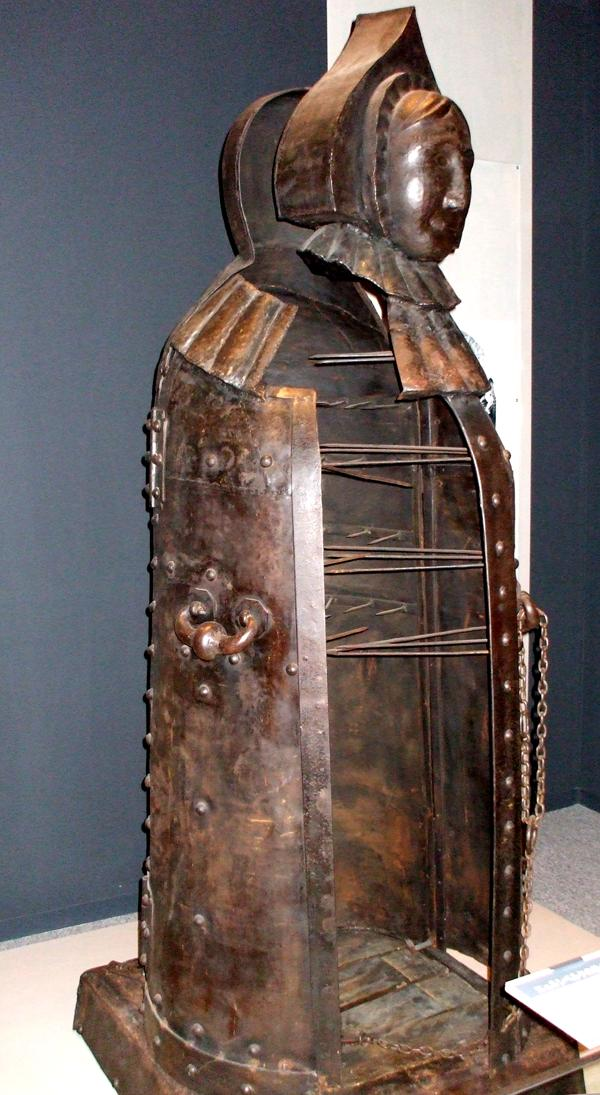
鉄の処女の複製品（明治大学博物館所蔵）

## 概要
聖母マリアをかたどったともいわれる女性の形をした、高さ2メートルほどの大きさの、中が空洞の人形である。前面は左右に開くようになっており、中の空洞に人間を入れる。木製のものがほとんどである。木製のものは十分な強度を持たせるために肉厚な構造になっているが、鉄製のものは比較的薄いため、写真（上）でも判別できる。左右に開く扉からは、長い釘が内部に向かって突き出しており、本体の背後の部分にも釘が植えられているものもある。犠牲者の悲鳴は外に漏れないように工夫されていた。
ドイツ語では「アイゼルネ・ユングフラウ（Eiserne Jungfrau）」、英訳は「アイアン・メイデン（Iron Maiden）」、または「ヴージェノヴ・ニュアレンバーグ（Virgin of Nuremberg）」（「ニュルンベルクの処女」の意味）と表記される場合もある。1857年に、伝説に基づいてドイツのニュルンベルクで作られた模造品が特に有名であり、各地の模造品はこの量産品である。名称とは裏腹に大部分のものは木製の本体で、鉄製なのは釘のみ、または釘とその留め金と扉の蝶番のみである。

### 使用方法
罪人はこの鉄の処女の内部の空洞に入れられ、扉を閉じられる。同時に扉の部分にある多くの棘に全身を刺される。現存するものは釘の長さが様々で、生存空間はほとんどないようなものもあれば、身体を動かしても刺し傷で済みそうなものもあった。罪人が死亡した後に、前の扉を開けることなく死体がそのまま下に落ちるように「落し扉構造」があったという噂を記述した文献がある。

### 現存する鉄の処女の一覧
ドイツ
- シュトルペン城
- ZAM（珍品博物館）
- ローテンブルク中世犯罪博物館

イギリス
- 拷問博物館
- リーガースブルグ魔女博物館
- スコットランド国立博物館
- チリンガム城

イタリア
- サンジミヤーノ拷問博物館

スイス
- キーブルク城博物館

オランダ
- アムステルダム拷問博物館

チェコ
- クシヴィオクラート城

エストニア
- 拷問博物館（タリン）

日本
- 明治大学博物館

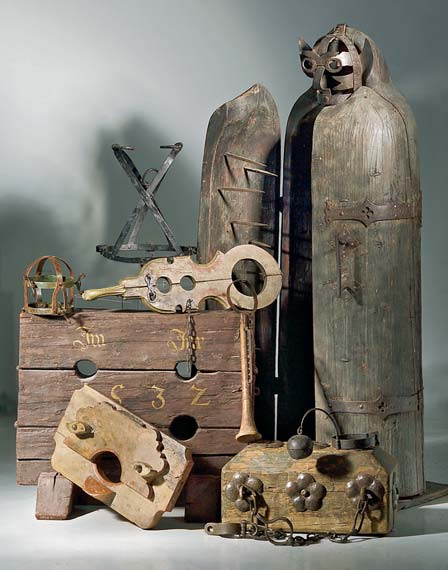
様々な拷問具。右後方にあるのが鉄の処女の複製品

上記以外で存在が確認できる鉄の処女は以下の通り。
オーストリア
- ウィーン拷問博物館

クロアチア
- 拷問博物館（ザグレブ ）

## 鉄の処女は実在したか
「中世の拷問具」として博物館にも展示されている鉄の処女であるが、実際に中世にこのような拷問具があったかどうかに関しては、存在を記述したものが19世紀のロマン小説や、風聞に基づくものばかりで、公的な資料や記録が皆無な為、その実在を疑う研究者も多い。
実在説の論証とされる、欧州各地で展示されている実物も、ほとんどが19世紀半ば以降の再現品である。ニュルンベルクの鉄の処女も、19世紀に作られたオリジナルは空襲で焼失している。現存する鉄の処女はすべて18世紀末以後に作られたものであり、伝説で語られている中世のオリジナルは存在していないのである。
各地の鉄の処女の原型は、オーストリアの「ファイストリッツ城」にあるものと、1857年にニュルンベルクで作られたものの2種に分けられる。

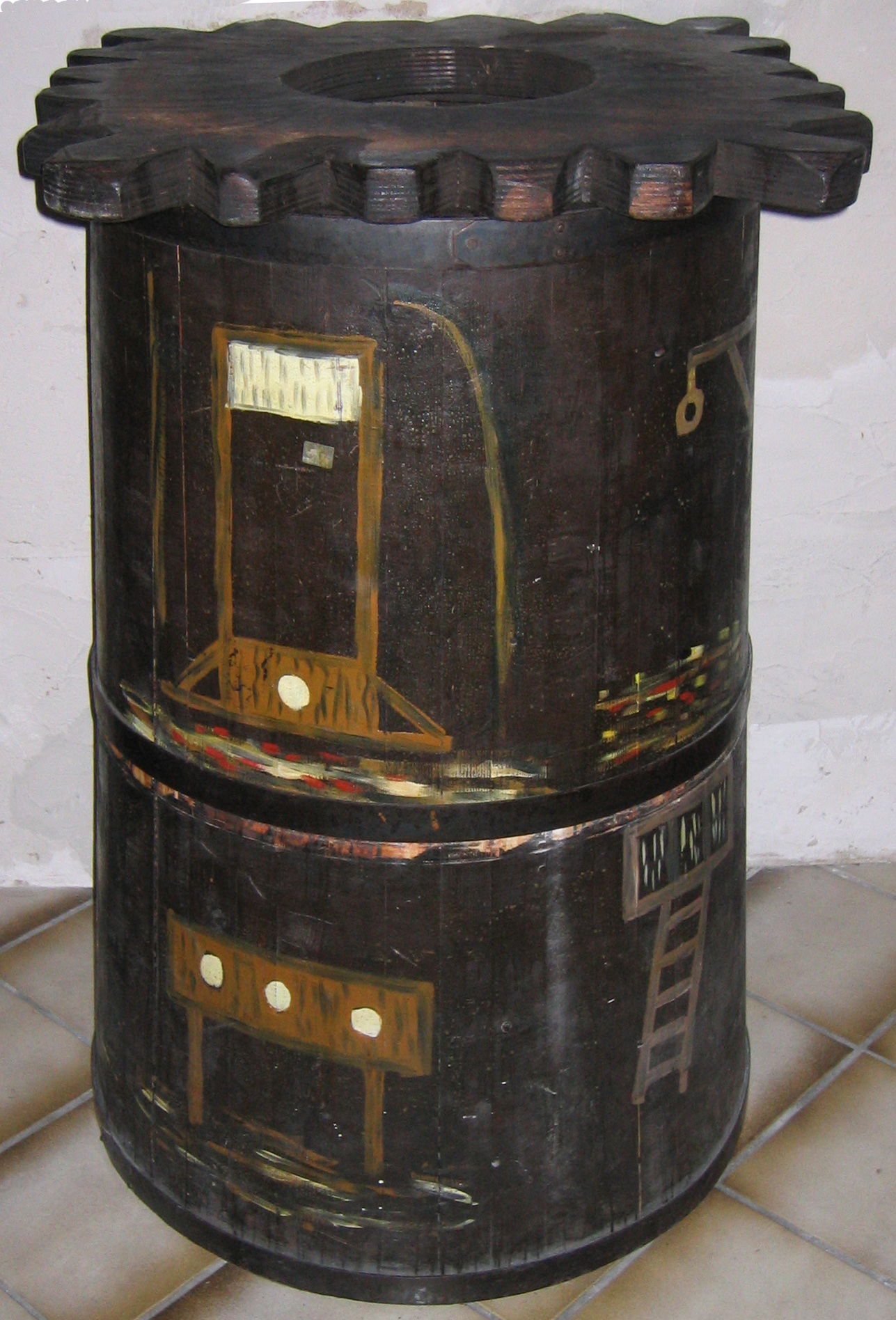
「恥辱の樽」のひとつ。

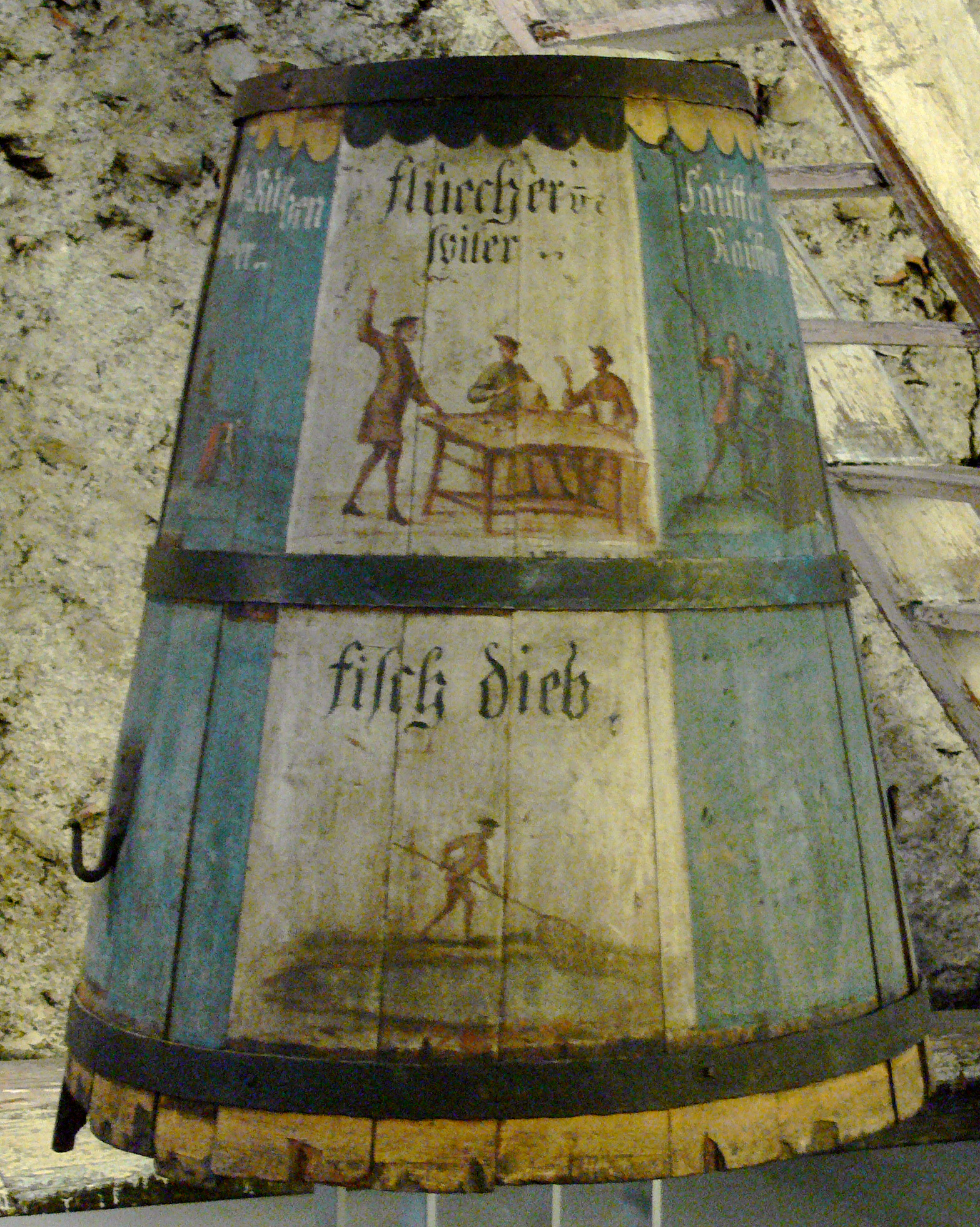
18世紀ラーヴェンスブルクの「恥辱のマント」。
向かって右には「酔っ払いと喧嘩者」、正面上側には「ののしる者」「ばくち打ち」・下側には「密漁者」、左には「ハーブと根菜の盗人」とある

中世から近世にかけてヨーロッパで行われた「恥辱の刑」と呼ばれる、晒し刑に用いられる懲罰具（拷問処刑具ではない）として、「処女のマント」、また「恥辱の樽」と呼ばれたものがあったが、これは当時の刑罰の資料によれば、受刑者は樽から頭と足だけを出して市内の広場に立たされる、というものである。
ビーレフェルト大学のヴォルフガング・シルト教授は、鉄の処女はこの恥辱の樽の内側に、19世紀になってから鉄の針を付け、頭の部分を覆うよう改造されたものであるとしていて、以下のように、欧州各地の鉄の処女を調査・検分し、すべてがニセモノだと断定している。
ファイストリッツ城にある鉄の処女は、城主ディートリッヒ男爵がフランス革命時にニュルンベルクから購入し修復改造したもので、男爵がオーストリアで上記の恥辱の樽に、17世紀にヴェネツィアで流行したマリア像の頭部と、内部の棘を付けたものとされる。
ニュルンベルクにあったという鉄の処女は、1857年に当地の銅版彫刻師のG・F・ゴイダーが、ファイストリッツ城にあったものを手本に、ヴィルトという錠前屋に作らせた何体かのうちのひとつである。1944年に連合軍の爆撃で焼失した。多数作られたゴイダーの再現品は見世物として珍重され、欧州各地に売られていった。
ローテンブルクの中世犯罪博物館の鉄の処女は、釘を外して展示しており、これは釘の存在が製造当初からのものであるか、後の改造によるものであるか、断定できないためと説明されている。これも構造的に恥辱の樽の改造品であり、ゴイダーが何体か作らせたもののひとつで、1889年にロンドンの美術商がこれを買い、1968年のオークションで中世犯罪博物館が競り落としたものである。
イタリアの拷問博物館 (Museo della tortura) の「ニュルンベルクの処女 (La Vergine di Norimberga)」も、ゴイダーの作らせたもののひとつである。
ウィーンの拷問博物館の鉄の処女は、本体部分も鉄製で、人形の頭部は固定され、円筒形の胴体の部分のみが左右に開いて罪人を入れるようになっているが、シルト教授はこれもおそらく後世の模造品であるとしている。
日本では明治大学博物館（刑事部門）に鉄の処女の複製品が展示・収蔵されている。これは本体も鉄製となっていて、生存空間がほとんどないタイプである。あくまで複製品であって中世のオリジナル品ではない。
シルト教授は以上の調査の結果、鉄の処女は恥辱の樽を元に作られたものであり、「鉄の処女伝説は根拠のないフィクションである」と結論付けている。
また、「キリスト教徒である拷問執行者らが、彼らの崇拝対象である聖母マリアを拷問道具の意匠に用いること自体がそもそもあり得ない」との議論も強い。

## 鉄の処女伝説
鉄の処女には、ハンガリーの伯爵夫人エリザベート・バートリが作らせたものとする伝説がある。メイドの少女がエリザベートの髪を櫛でとかしていた所、櫛に絡まりついた髪を誤って引っ張ってしまった。激怒したエリザベートは、髪留めでメイドの胸を何度も突き刺し心臓をえぐった（鉄の棒で殴り殺したという説もある）。返り血がかかった手を拭うと肌が金色に輝いたように見えたため、エリザベートは「処女の血を浴びると肌が綺麗になる」と思い込み、配下の者に命じて村中の処女を集めさせた。その血液を絞り取るために特別に作らせた器具が鉄の処女であるとされる。
その後エリザベートの鉄の処女は改良され、搾り取られた処女の血液は管を通してバスタブへと注ぎ込まれる細工が組み込まれた。犠牲者が死んだ後に棺の扉を開けると棺の床が抜けて死体は水で城の外に流されるようになっており、そのための水路には刃物が設置されていたので、死体が城外に出る頃には原形をとどめていなかったという。しかしこれはあくまで風説のレベルに過ぎず、実在を示した証拠は何もない。
鉄の処女に類似した拷問あるいは処刑用の刑具として、両腕で罪人を抱きかかえて、像の胸部から飛び出した釘が身体を刺すという「アペガの像」や、像の前に落とし穴があって、近づいた罪人を穴に落すという「バーデン・バーデンの処女」などが、文献上は存在しているが、現物は一切存在しない。